# Friso jeker

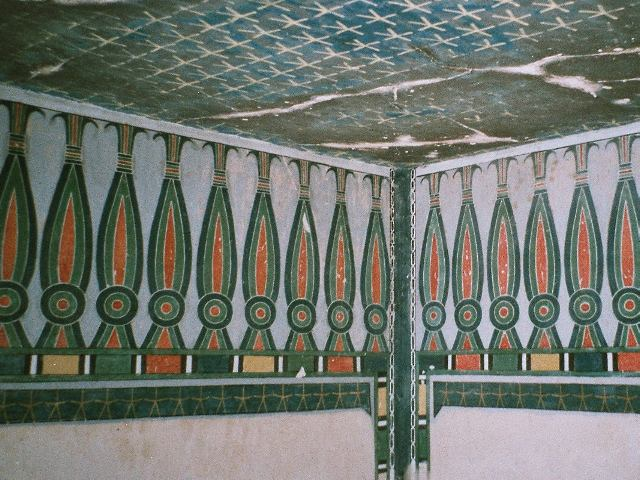
Friso jeker en la tumba KV34 de Tutmosis III. Se observan también en el techo, estrellas amarillas sobre fondo azul.

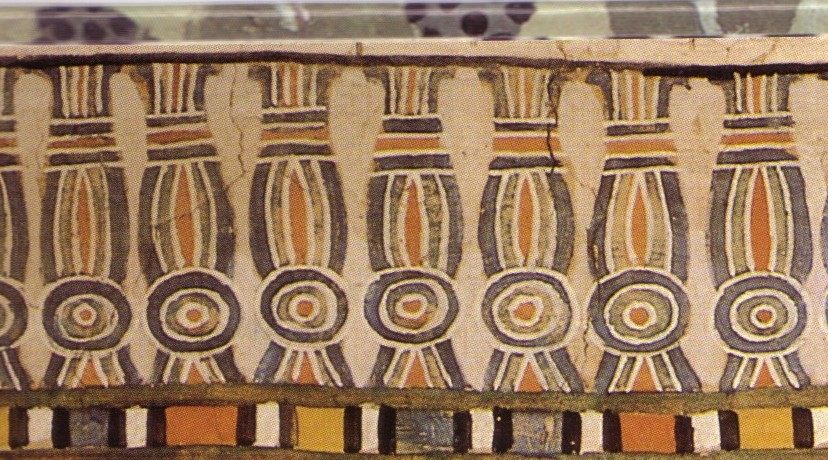
Friso jeker en la tumba TT96 de Sennefer.

Un friso jeker, heker o jejer es un ornamento del Antiguo Egipto, un friso decorado con plantas estilizadas que se encuentra generalmente en la parte superior de las antiguas murallas o en la parte superior de las paredes de determinadas tumbas egipcias.
Existe constancia de este motivo decorativo desde al menos la Dinastía III y parecen representar como los penachos de la planta del papiro atados o anudados arriba y abajo y colocados en fila. Se han encontrado tallados en piedra o pintados. Parecen representar como una cortinilla que cuelga. Existen frisos apuntados, sin dibujo interno o con el dibujo interior detallado (en colores rojo-verde-azul) y con el extremo superior abierto en forma de copa. 
Los ejemplos más antiguos se han encontrado en la pirámide escalonada de Zoser y en Meidum. Durante el Imperio Nuevo, se hicieron variantes imaginativas y se han encontrado frisos jeker, entre otras, en las tumbas de la dinastía XVIII como la KV38 o segunda tumba de Tutmosis I, la KV34 o tumba de Tutmosis III, la KV35 o tumba de Amenhotep II, la KV42 construida para Hatshepsut Meritra pero utilizada por Sennefer o la KV43 o tumba de Tutmosis IV. También esta decoración se encuentra en algunos sarcófagos como el perteneciente a Siptah de la dinastía XIX.